# Lei (település)
Lei település Olaszországban, Szardínia régióban, Nuoro megyében. Lakosainak száma 465 fő (2023. január 1.). Lei Bolotana és Silanus községekkel határos.

## Népesség
A település lakossága az elmúlt években az alábbi módon változott:
| Lakosok száma | 506  | 499  | 465  |
|               | 2017 | 2018 | 2023 |